# Juan Emilio Mojica
Juan Emilio Mojica (ur. 30 kwietnia 1962) – dominikański trener piłkarski.

## Kariera trenerska
Od 2000 do 2002 oraz od 2008 do grudnia 2009 prowadził narodową reprezentację Dominikany.